# 니시카나자와역
니시카나자와역(일본어: 西金沢駅)은 일본 이시카와현 가나자와시에 있는 IR 이시카와 철도의 철도역이다. 여기서는 호쿠리쿠 철도 신니시카나자와 역에 대해서도 기술하고 있다.

## 역 구조
섬식 1면 2선 구조의 지상역이다. 가나자와역이 관리하는 업무 위탁역으로, 영업은 JR 서일본 가나자와 메인텍이 대신 하고 있다.
| 1 | ■ IR 이시카와 철도선 | 고마쓰 · 후쿠이 방면   |
| 2 | ■ IR 이시카와 철도선 | 가나자와 · 도야마 방면 |

## 호쿠리쿠 철도
섬식 승강장 1면 2선의 구조를 지닌 철도역이다.

## 역세권 정보
- 호쿠리쿠 은행
- 홋코쿠 은행
- 야마토 운수

## 역사
- 1912년 8월 1일 - 일본국유철도 호쿠리쿠 본선 맛토 역 ~ 가나자와 역 사이에 "노노이치 역"으로 개업.
- 1925년 10월 1일 - "니시카나자와 역"으로 이름이 바뀌었다.
- 1987년 4월 1일 - 민영화에 따라 서일본 여객철도의 소속이 되었다.
- 2011년 10월 2일 - 선상 역사·자유통로·서쪽 출구의 주차장의 사용이 개시되었다.[1]
- 2017년 4월 15일: 호쿠리쿠 본선에 ICOCA를 도입.[2]
- 2024년 3월 16일: 호쿠리쿠 신칸센 가나자와역 ~ 쓰루가역 연장 개통에 따라, IR 이시카와 철도로 이관됨.

## 인접역
| 서일본 여객철도 호쿠리쿠 본선 | 서일본 여객철도 호쿠리쿠 본선 | 서일본 여객철도 호쿠리쿠 본선 |
| ----------------------------- | ----------------------------- | ----------------------------- |
| 노노이치 마이바라 방면        | ■ 호쿠리쿠 본선               | 가나자와 ·도야마 방면         |
| 호쿠리쿠 철도 이시카와 선     |                               |                               |
| 니시이즈미 노마차 방면        | ■ 이시카와 선                 | 오시노 쓰루기 방면            |